# Socorro González de Madrid
Socorro González de Madrid   (Valladolid, 4 de novembre de 1904 - Valladolid, 23 de novembre de 1989) va ser una arxivera i arqueòloga espanyola. Va dirigir el Museu de Valladolid entre els anys 1959 i 1974.

## Trajectòria
L'any 1904 es llicencià en Filosofia i Lletres per la Universitat de Valladolid. L'any 1930 ingressà en el Cos Facultatiu d'Arxivers, Bibliotecaris i Arqueòlegs d'Espanya.
Sent directora del Museu de Valladolid liderà el canvi de seu que, en desvincular-se de la Universitat de Valladolid, passà del Palau de Santa Cruz a la seva actual seu al Palau de Fabio Nelli, inaugurat en 1968.
González de Madrid organitzà cicles de conferències i altres activitats de difusió. Entre els anys 1974 i 1983 inicià la sèrie de publicacions "Monografías del Museo Arqueológico de Valladolid" on es van donar a conèixer alguns dels fons arqueològics del museu. Per aquesta tasca va comptar amb la col·laboració de destacats investigadors de la universitat val·lisoletana.
Per a la renovació del Museu de Valladolid, comptà amb la col·laboració de Federico Wattenberg, professor de la Universitat de Valladolid i director del Museu Nacional d'Escultura.
Estigué casada amb l'arxiver Filemón Arribas Sanz amb qui tingué una filla, María Soledad Arribas González, que també és arxivera i directora de l'arxiu de la Reial Cancelleria de Valladolid.

## Publicacions
- González de Madrid, S. i Wattenberg, F. 1960. Museo Arqueológico Provincial. Valladolid: Universitat de Valladolid.[3]
- González de Madrid, S. i Arribas Arranz, F. 1961. Noticias y Documentos para la Historia del Arte en España durante el siglo XVIII. Valladolid: Universitat de Valladolid.

## Reconeixements
L'any 2020, s'inclogué dins del projecte “Mujeres Investigadoras en los Archivos Estatales (1900-1970)” per a la descripció arxivística i per a la creació d'un microlloc específic al Portal d'Arxius Espanyols (PARES), desenvolupat entre els anys 2020 i 2023. Aquest projecte ha estat impulsat per la Subdirecció General d'Arxius Estatals, amb l'objectiu de visibilitzar la tasca d'investigació realitzada a Espanya per dones en l'interval 1900-1970 a partir dels registres documentals que es conserven als Arxius de Gestió dels Arxius Espanyols del Ministeri de Cultura (l'Arxiu Històric Nacional, l'Arxiu de la Corona d'Aragó, l'Arxiu General de Simancas, l'Arxiu General d'Índies, l'arxiu de la Reial Cancelleria de Valladolid, l'Arxiu General de l'Administració i el Centre d'Informació Documental d'Arxius).